# Stenopterygia atribasalis
Stenopterygia atribasalis är en fjärilsart som beskrevs av W. Warren 1912. Stenopterygia atribasalis ingår i släktet Stenopterygia och familjen nattflyn. Inga underarter finns listade i Catalogue of Life.